# تحلیل واریانس

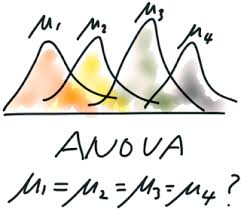
نمودار تغییرات

تحلیل واریانس یا تجزیه و تحلیل واریانس (به انگلیسی: Analysis of variance) (به اختصار ANOVA) (یا تحلیل وردایی) مجموعه‌ای از مدل‌های آماری و فرایندهای تخمین زننده مرتبط با آن است (همچون واریانس‌گیری بین گروه‌های مختلف) که جهت تحلیل تفاوت میانگین گروه‌های مختلف از داده‌ها به کار می‌رود. ANOVA توسط رونالد فیشر توسعه یافت. ANOVA براساس قانون واریانس کلی بنا نهاده شده که در آن واریانس مشاهده شده در یک متغیر خاص به مؤلفه‌هایی افراز شده که به هر کدام از این مؤلفه‌ها می‌توان منبعی از تغییرات را نسبت داد. به زبان ساده، ANOVA، آزمون آماری ارائه می‌کند که به وسیله آن می‌توان برابر بودن یا نبودن میانگین‌های بین دو یا تعداد بیشتری از جوامع را تعیین کرد، بنابراین ANOVA آزمون تی (یا t-تست) را تعمیم می‌دهد.

## آنوا، تحلیل واریانس‌ها
تحلیل واریانس یا ANOVA:
1. برای مقایسهٔ میانگین‌های دو گروه یا بیشتر از آن استفاده می‌شود (بر خلاف نام آن آنالیز میانگین‌ها می‌باشد، چون با آنالیز واریانس‌ها، میانگین‌ها را مقایسه می‌کنند).
2. آزمون F را می‌توان به جای T هم به کار برد و در اینجا، تی به توان دو= F است، علامت F همیشه مثبت است. بنابراین، امکان مقایسهٔ یک‌سویه از طریق آن وجود ندارد (نمی‌توان آزمون جهت‌دار نوشت).
3. از T به جای F نمی‌شود استفاده کرد چون باعث افزایش خطای نوع یک یعنی آلفا می‌شود.
4. تحلیل واریانس ممکن است یک‌سویه، دوسویه، سه‌سویه و عاملی اجرا شود (منظور از راه تعداد متغیرهای مستقل در تحلیل واریانس است).

## ۱. محاسبهٔ F در تحلیل واریانس
الگوی کلی sst=ssb+ssw
sst= مجموع مربعات کل
ssb= مجموع مربعات بین‌گروهی
ssw= مجموع مربعات درون‌گروهی (خطا)

## ۲. آنالیز واریانس دوسویه
در تحلیل واریانس دوسویه، دو متغیر مستقل وجود دارد، بنابراین می‌توان چندین اثر را در این آنالیز مورد مقایسه قرار داد.

## مفروضه‌ها
۱. مقیاس اندازه‌گیری باید نسبی یا فاصله‌ای باشد (عدد در معنای ریاضی).
۲. توزیع متغیرها نرمال باشد (در صورت چولگی شدید یا خطایی بیش از ۲ استفاده نمی‌شود)؛ کولموگروف-اسمیرنوف یا آزمون شاپیرو - ویلک معنادار نشد، توزیع نرمال است.sig >0/05
1. همگنی واریانس‌ها وجود داشته باشد. اگر حجم نمونه‌ها یکسان باشد، معمولاً واریانس‌ها یکسان است. همگنی واریانس‌ها را از F هارتلی و آزمون لون می‌سنجیم.
2. مشاهدات مستقل باشند (انتخاب یک نمونه وابسته به انتخاب‌های دیگر نباشد).